# Cuelgamures
Cuelgamures es un municipio y localidad española de la comarca de Tierra del Vino, en la provincia de Zamora.

## Toponimia y gentilicio

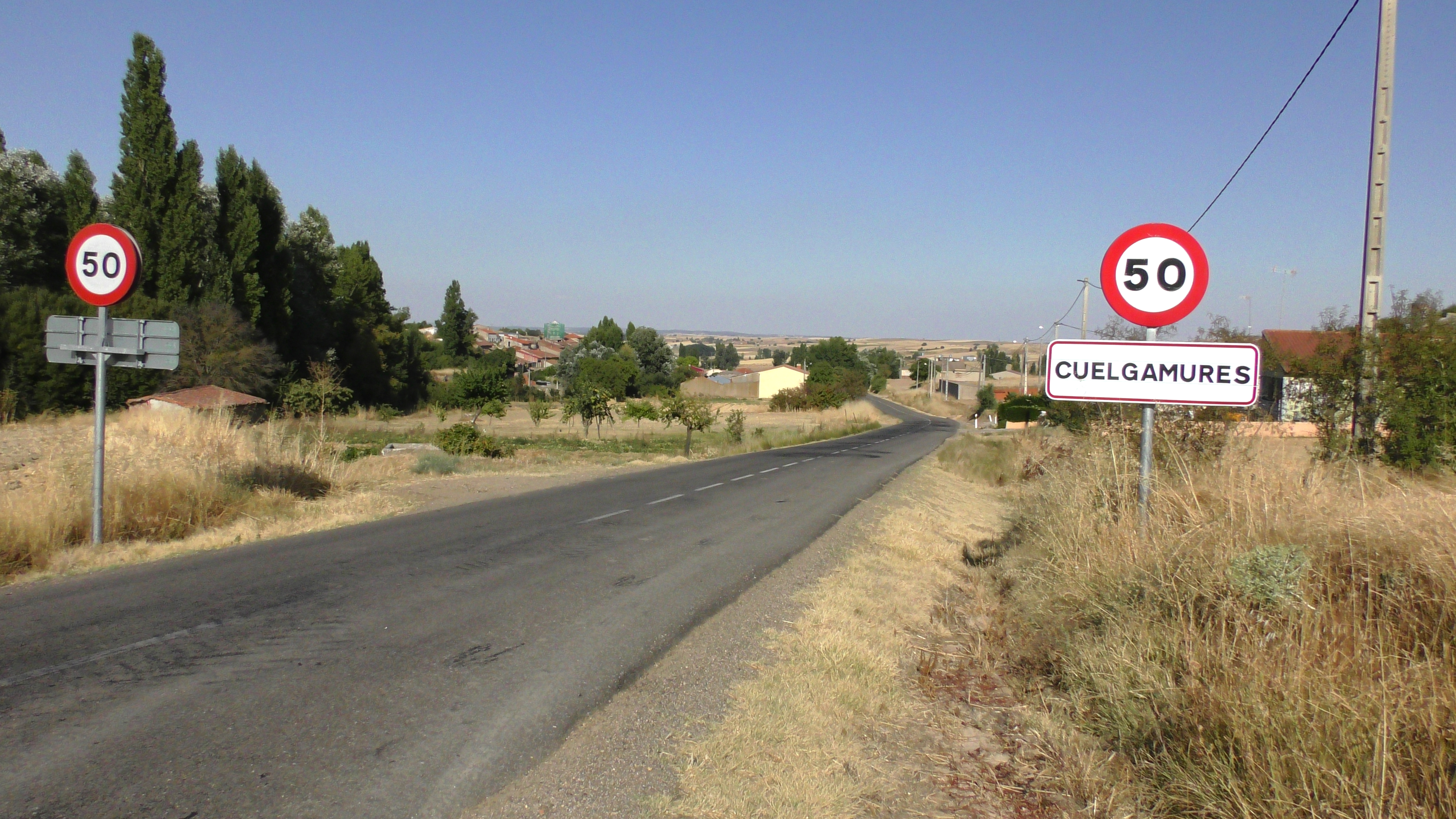
Entrada al pueblo.

El origen del nombre del pueblo podría ser un compuesto de "colgar" y "mures" "'murciélagos'", como propone Ruhstaller para el paraje de Colgamure en Carmona (Sevilla). Partiendo de esta explicación, Riesco Chueca estudia el nombre de este pueblo zamorano, entendido como folktopónimo o topónimo frásico basado en un sintagma contracto. La denominación de "Colga Mures" aparece en un documento de una donación imperial de 1143. El topónimo significaría "dormidero de murciélagos", "lugar donde se cuelgan (para dormir) los murciélagos". Se trataría por lo tanto de una cueva, bodega, pozo o solape de peña donde alguna especie de murciélago habría asentado su colonia. Tales colonias pueden reunir poblaciones densísimas, especialmente durante la hibernación. Cabe añadir la siguiente justificación semántica: los colgaderos de murciélagos son lugares donde se acumulan deyecciones de alto valor fertilizante; algo análogo ocurría con los asientos de palomar. Es posible que las referencias toponímicas a tales lugares den muestra del interés económico por estos depósitos.
Por otro lado, también se registra el topónimo Cuelgamures en la provincia de Salamanca, siendo un despoblado ubicado en el término municipal de Machacón, así como el nombre de una aceña de la localidad de Bercimuelle.
El gentilicio de esta localidad es cuelgamurense.

## Localización
Forma parte de la comarca de la Tierra del Vino. Limitando su término municipal al norte con Santa Clara de Avedillo, al sur con El Maderal y El Cubo del Vino, al este con Fuentespreadas y al oeste con Corrales del Vino.

## Historia

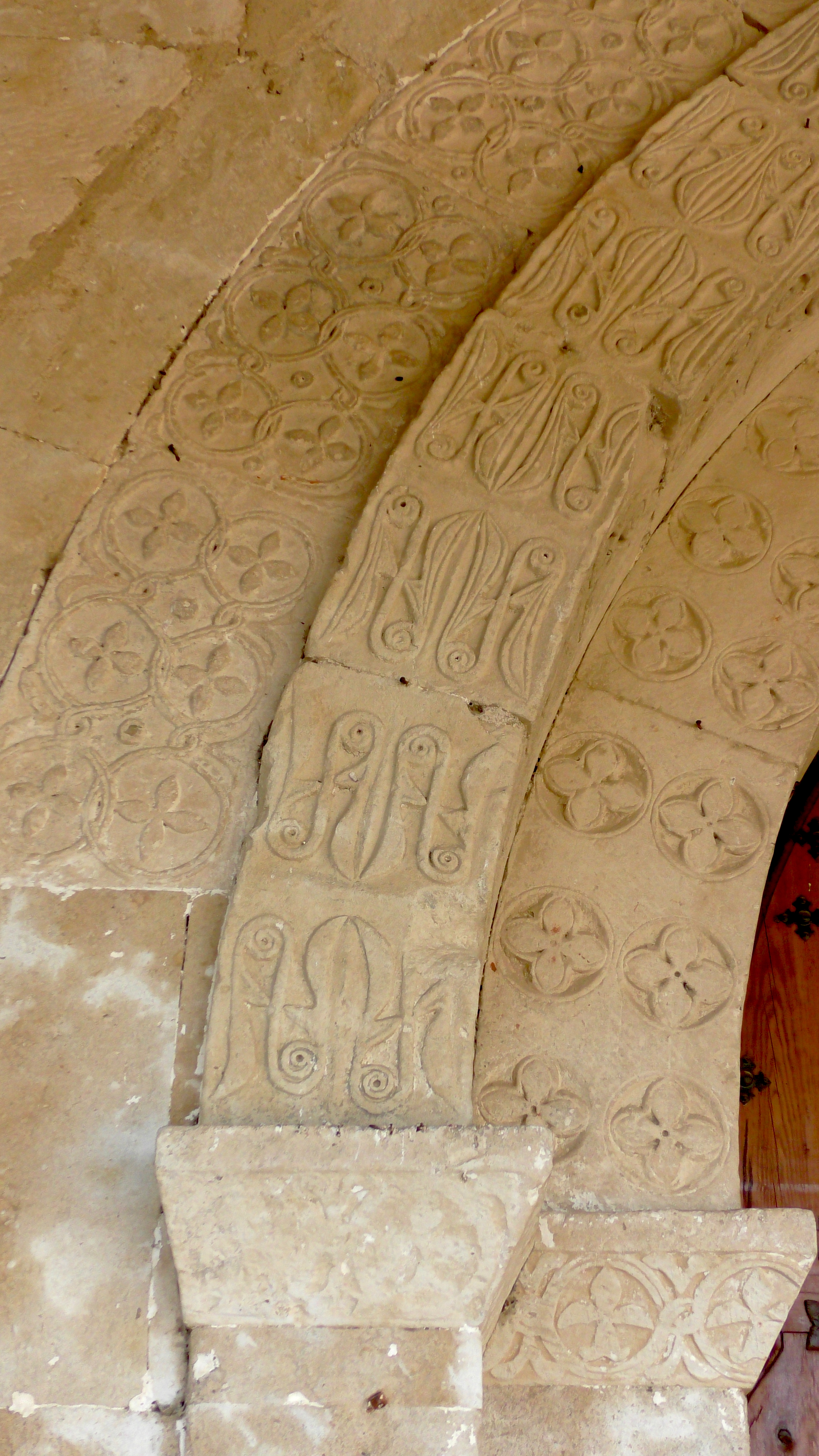
Detalle de las arquivoltas de la portada.

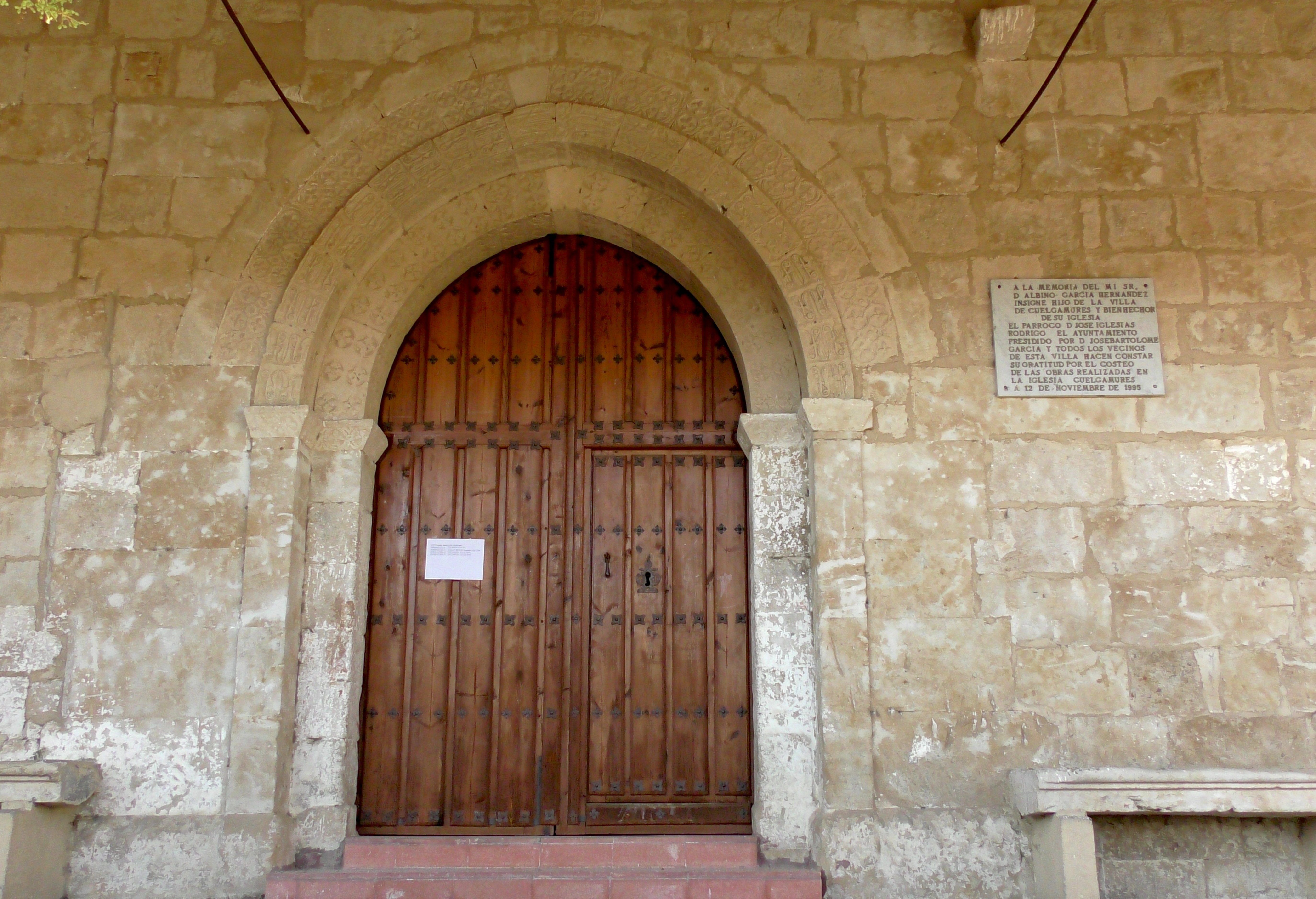
Portada de la iglesia

El yacimiento del teso Moral, con materiales de época neolítica, así como la existencia de restos de una antigua villa romana, con restos de calzada dentro de su término municipal, situarían los orígenes del poblamiento humano en el municipio desde antiguo.
En la Edad Media, la localidad quedó integrada en el Reino de León, estando documentada la existencia de la misma en una donación del rey Alfonso VII de León del año 1143, en la que se le denominaba Colga Mures.
Durante la Edad Moderna Cuelgamures estuvo integrado en el Partido del Vino de la provincia de Zamora, tal y como reflejaba en 1773 Tomás López en Mapa de la Provincia de Zamora. Así, al reestructurarse las provincias y crearse las actuales en 1833, la localidad se mantuvo en la provincia zamorana, dentro de la Región Leonesa, integrándose en 1834 en el partido judicial de Fuentesaúco, pasando tras la desaparición de este al Partido Judicial de Zamora.

## Geografía humana

### Demografía
Cuenta con una población de 80 habitantes (INE 2024).
| Gráfica de evolución demográfica de Cuelgamures entre 1842 y 2021                                                     |
| |
| Población de derecho según los censos de población del INE. Población de hecho según los censos de población del INE. |

### Transportes
Atraviesa el municipio la carretera provincial ZA-611 que lo une en dirección noreste con Fuentespreadas, Venialbo y Toro y en dirección suroeste con El Cubo de Tierra del Vino, donde permite enlazar además con la carretera nacional N-630 que une Gijón con Sevilla así como a la autovía Ruta de la Plata, de igual recorrido que la anterior y que constituye el principal eje de transportes del oeste del país. 
En cuanto al transporte público se refiere, tras el cierre del Ferrocarril Ruta de la Plata, que pasaba por el cercano municipio de El Cubo y tenía parada en el mismo, no existen servicios de tren en el municipio ni en los vecinos, ni tampoco línea regular con servicio de autobús, siendo las estaciones más cercanas las de Zamora capital. Por otro lado el aeropuerto de Salamanca es el más cercano, estando a unos 60 km de distancia.

## Parajes
El término municipal cuenta con numerosos tesos de gran belleza y desde los que se aprecian buenas vistas.

## Patrimonio
La iglesia parroquial de Santa María Magdalena, de planta regular y una sola nave, alberga en su interior seis piezas importantes: un Cristo tamaño natural datado entre los siglos XIV o XV, una Cruz parroquial del XIII, la imagen de Santa Águeda del XVI, aunque retocada en el XVIII, y un relieve de San Francisco Javier del siglo XVI, además de otras dos imágenes de San Antonio Abad y -la titular- María Magdalena del XVI.
También llaman la atención sus bodegas excavadas sobre la roca, muchas de ellas de origen medieval.

## Fiestas
La fiesta se celebra el 17 de enero en honor a San Antón. Se realiza la bendición de los animales y los jóvenes piden el aguinaldo.